# Museu de Engenharia Civil do Instituto Superior Técnico
O Museu de Engenharia Civil do Instituto Superior Técnico é um museu localizado no Instituto Superior Técnico dedicado às áreas do Urbanismo, Transportes, Estruturas, Construção, Geotecnia e Arquitectura. A sua entrada é no  piso de entrada do Pavilhão de Engenharia Civil do IST.
Foi inaugurado a 20 de Dezembro de 1993. O seu acervo foi obtido através da recolha de elementos de gabinetes, salas de aula e laboratórios do Instituto Superior Técnico, conservados e mantidos em condições adequadas pelos docentes e funcionários.
É possível visitar o Ateliê do Prof. Álvaro Machado (1874-1944), primeiro professor de arquitectura do IST.

## Espólio
O espólio do museu foi agrupado pelas seguintes áreas:
- Transportes;
- Pontes;
- Topografia;
- Arquitectura;
- Materiais de Construção;
- Técnicas Construtivas;
- Desenho;
- Hidráulica;
- Mecânica de Solos.